# Thomas Rönnau
Thomas Rönnau (* 9. Februar 1962 in Verden (Aller)) ist Rechtswissenschaftler und Inhaber des Lehrstuhls für Strafrecht, Wirtschaftsstrafrecht und Strafprozessrecht an der Bucerius Law School in Hamburg. 
Er studierte Rechtswissenschaft in Kiel und an der University of Surrey in Guildford und legte 1987 das erste juristische Staatsexamen ab.
Von 1987 bis 1990 war er wissenschaftlicher Mitarbeiter an der Universität Kiel. 1990 hat Thomas Rönnau mit einer Arbeit über das Thema „Absprachen im Strafprozeß - Eine rechtssystematische Untersuchung der Zulässigkeit von Absprachen nach dem geltenden Strafprozeßrecht“ promoviert.
Nach dem zweiten Staatsexamen 1992 war er als Syndikus tätig. Von 1994 bis 1998 war er Assistent an der Universität Kiel und vertrat zwei Jahre einen Lehrstuhl an der Universität Hamburg. In Kiel habilitierte er sich 1999 mit einer Arbeit über „Willensmängel bei der Einwilligung im Strafrecht“.
1999 und 2000 lehrte Thomas Rönnau an den Universitäten Rostock und Kiel.
Thomas Rönnau forscht schwerpunktmäßig im Bereich der allgemeinen Strafrechtsdogmatik, des Wirtschafts-, Steuer- und Umweltstrafrechts sowie im Strafprozessrecht.

## Publikationen
- Vermögensabschöpfung in der Praxis, Beck, München 2003, ISBN 3406507646.
- Wirtschaftsstrafrecht, Beck, München 2008, ISBN 3406577865.
- Mitherausgeber der seit 2019 erscheinenden 13. Auflage des Leipziger Kommentars zum Strafgesetzbuch.